# 安雯
安雯（1968年5月25日—），原名张静林，女，天津人，中华人民共和国演员、歌手。

## 生平
安雯生于天津的书香门第。十岁时，陪姐姐报考中国戏曲学院，结果安雯自己却被直接录取。在校期间，师从京剧大师张君秋。1985年出演电视剧《四世同堂》（饰小文太太），开始演艺事业。1987年播出的电视剧《红楼梦》中，安雯饰晴雯，并由此知名。拍了《红楼梦》后，她便将名字改为安雯。1986年，北京举办歌手大赛，作曲家苏越任大赛评委，刚拍完《红楼梦》的安雯报名参赛，由此结识苏越，一个多月后两人正式恋爱。1987年上映的电影《二子开店》中，安雯与陈强、陈佩斯父子合作，饰演英子。1988年播出了安雯主演电视剧《风雨一世情》（饰阿津）并演唱片尾曲《一世缘》，该剧作曲是苏越，男主角徐畏由张丰毅饰演。
1987年，苏越到日本进修音乐，不到半年就催安雯来日本。1988年，安雯推掉了即将开拍的三四部大戏去了日本。后来安雯进入日本早稻田大学进修。1994年从日本回国，演唱歌曲《月满西楼》，作为歌手重新开始演艺生涯。1995年主演电视剧《蜜月独身》（饰日本新娘）。2000年主演都市言情剧《永恒恋人》（饰妮子）。同时安雯出版了图书《永恒恋人》 。2004年出演轻喜剧《好市多多》（饰夏睛）。同年播出的都市情感剧《为你燃烧》是她写的第二个剧本。
2012年，安雯为替苏越还债而复出。2012年1月，安雯的亲笔书稿《安雯：一个人的日子》以100万元拍卖。同年2月，在北京举行个人全国巡回演唱会启动仪式。同年4月她主演的微电影《一个人的日子》播出。

## 家庭
- 男友：苏越，作曲家。1991年和安雯举办西式冷餐婚礼。十年后的2001年再度举办婚礼，并约好今后每十年都办一次风格不同的婚礼。苏越曾在法庭上表示与安雯已离婚，但安雯否认，称与苏越从无任何法律上有效的婚姻关系。2018年8月17日，安雯还在其个人新浪微博上表示“活到今天还没见过‘结婚证’……真的很想去领一回结婚证！”2010年苏越因合同诈骗罪被捕后，安雯曾“卖房救夫”，并且复出赚钱帮苏越还债[4]。